# اندیشه و تازیانه
اندیشه و تازیانه (به انگلیسی: Thought and whip) نام کتابی یک جلدی است که اکبر محمدی دربارهٔ خاطرات دوران اسارتش در زندان نوشته‌است.
در این کتاب به بازگویی قسمتی از خاطراتش از دستگیری پس از حمله به کوی دانشگاه و شکنجه و موضوعات آن روز می‌پردازد.
اکبر محمدی در زمان انتشار کتابش در خارج از ایران، به خاطر درمان در مرخصی استعلاجی به سر می‌برد که بلافاصله بعد از آن بازداشت و به زندان بازگردانده ‌شد و چند هفته بعد از آن در پی اعتصاب غذا بطور مشکوکی درگذشت.
اکبر محمدی،دانشجوئی که به اتفاق برادرش منوچهر محمدی (فعال سیاسی) به عنوان متهمان اصلی فاجعه ۱۸ تیر ۱۳۷۸ و حمله به کوی دانشگاه تهران سال‌ها مشقات و شکنجه‌های زندان‌های رژیم اسلامی را تحمل کرده‌اند، تصویر وحشتناک این مشقات را در کتابی بنام اندیشه و تازیانه منتشر کرده‌است. ناشر این کتاب انتشارات شرکت کتاب آمریکا است و چاپ نخست آن در بهار سال ۱۳۸۵ با همکاری یکی از فعالین جنبش دانشجویی در لس آنجلس و نسرین محمدی (خواهر دانشجویان زندانی اکبر و منوچهر محمدی) در قالب کتابی ۱۱۶ صفحه‌ای صورت گرفت.
با انتشار این کتاب خانهٔ مسکونی خانوادهٔ اکبر محمدی در آمل مورد حمله قرار گرفت و به آتش کشیده شد. کوروش صحتی یکی دیگر از فعالین جنبش دانشجویی ایران و از همبندان برادران محمدی که ویراستار این کتاب نیز بوده‌است، در مصاحبه با رادیو فردا گفت: «اکبر محمدی در دوران مرخصی این خاطرات را نوشته و به خارج از کشور فرستاد که در آن به شرح شرایط زندان و زندانیان سیاسی پرداخته.» نسرین محمدی می‌گوید: «این کتاب از مدتها پیش در اختیار من قرار دارد که برای جلوگیری از آمدن فشار مضاعف بر برادران و خانواده‌ام تاکنون از انتشار آن جلوگیری کرده بودم، ولی با اصرار خود اکبر آن را به شرکت کتاب دادم»